# César Léon Chabrun
Pour les articles homonymes, voir Chabrun.
Le docteur César Léon Chabrun (Mayenne, 1er juin 1854 - 14 mars 1929) est un homme politique français.
Élu conseiller général du canton de Mayenne-Est en 1889, il fut réélu plusieurs fois et occupa cette fonction pendant quarante ans.

## Aperçu biographique
Fils de César Chabrun, employé de mairie né en 1827, et de Marie-Josephine Girault, il épousa Marie-Madeleine Chaudet (1860-1952), avec laquelle il eut deux enfants : César Chabrun, juriste et homme politique également, et Hippolyte Chabrun, chirurgien, mort à 32 ans au champ d'honneur le 6 juin 1915.
Il fut médecin-chef des hôpitaux de la commune de Mayenne. Il y effectue une carrière longue, et n’a cessé de rendre service à ces concitoyens, plus particulièrement pendant la Première guerre mondiale où, resté seul médecin pour Mayenne et les environs, il a, malgré son âge, assumé la lourde charge du service médical dans un rayon fort étendu, se donnant à tous sans compter.
Une rue de la commune porte son nom.

## Sources
- Bibliographie détaillée  publiée par le Courrier de la Mayenne du 14 février 1970.
- Archives de Laval